# 奧奇德蘭茲莊園 (夏威夷州)
奧奇德蘭茲莊園（英語：Orchidlands Estates）是位於美國夏威夷州夏威夷縣的一個人口普查指定地區。

## 地理
奧奇德蘭茲莊園的座標為19°33′39″N 155°00′45″W / 19.56083°N 155.01250°W，而該地最高點為海拔高度158米（即518英尺）。

## 人口
根據2010年美國人口普查的數據，奧奇德蘭茲莊園的面積為25.10平方千米，均為陸地。當地共有人口2815人，而人口密度為每平方千米112人。